# Emilie Mundt
Caroline Emilie Mundt (Sorø, 22 de agosto de 1842 – Frederiksberg, 25 de outubro de 1922) foi uma pintora dinamarquesa, conhecida por seus retratos de crianças.

## Biografia

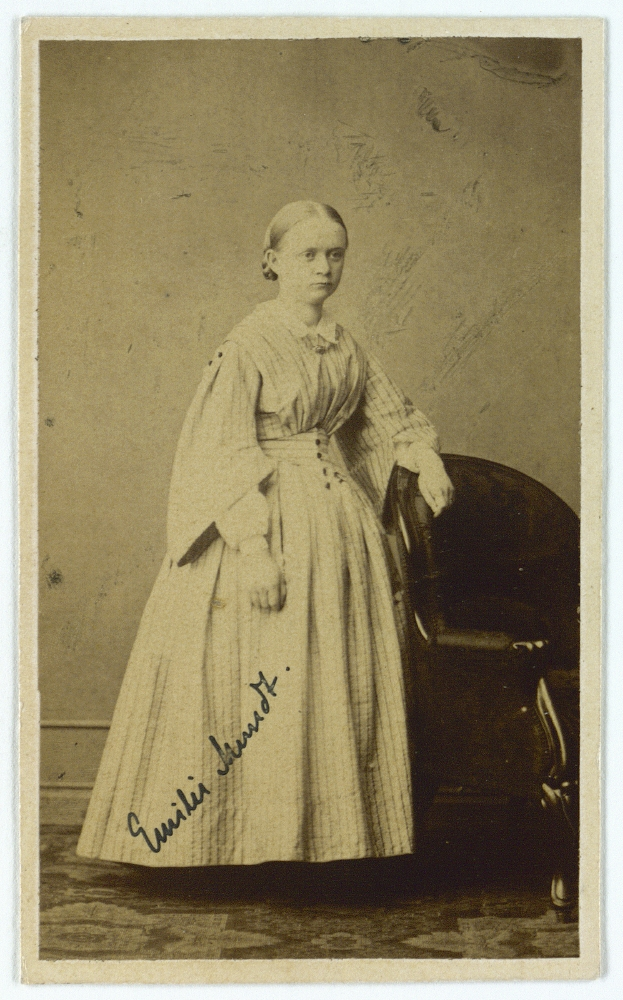
Emilie Mundt (c. 1860)

Seu pai, Carl Emil Mundt, era professor de matemática na Academia de Sorø. Sua mãe morreu quando ela tinha três anos e seu pai mudou-se com a família para Copenhague. Quando criança, a sua casa era repleta de discussões políticas e filosóficas, pois o seu pai também era membro da Assembleia Constituinte Dinamarquesa e o seu tio, J.H. Mundt, foi o prefeito de Copenhague.
Ela e sua irmã, Jacobine, receberam educação básica na Escola N. Zahle e, em 1861, ela fez um exame para se tornar professora particular. Porém, seu professor de desenho, Frederik Helsted, ficou impressionado com seu talento artístico e, após a formatura, tornou-se professora de desenho e redação na escola.
Aos trinta anos, ela finalmente decidiu se tornar uma artista e se matriculou na Escola de Pintura para Mulheres, dirigida por Vilhelm Kyhn. Foi lá que ela conheceu sua companheira de vida, Marie Luplau. Em 1875, ela tentou, sem sucesso, ser admitida na Academia Real Dinamarquesa de Belas Artes e, seguindo o conselho de Elisabeth Jerichau-Baumann, ela e Luplau foram para Munique para continuar seus estudos com Eilif Peterssen.
Durante um período posterior de estudos em Paris na Academia Colarossi (1882-1884), foi influenciada pelas obras de Jules Breton e Jules Bastien-Lepage . Suas representações da vida de pessoas pobres a inspiraram a criar uma série de pinturas sobre a vida de crianças humildes, muitas das quais foram feitas em um orfanato local.
Em 1886, ela e Luplau fundaram sua própria escola de pintura para mulheres em Frederiksberg, que funcionou até 1913. Também foram diligentes defensores do sufrágio feminino e, em 1890, adotaram uma jovem chamada Carla. Em 1916, ela se tornou uma das primeiras membras da Kvindelige Kunstneres Samfund (Sociedade de Arte Feminina).
Além das pinturas de crianças, ela é conhecida por cenas da vida camponesa; muitas criadas durante uma estadia na colônia de arte em Pont-Aven, Bretanha.

## Exibições
Uma grande retrospectiva de seus trabalhos foi exposta no Museu da Mulher de Aarhus, em 2007. Em 2021, obras de Mundt e Luplay foram apresentadas numa exposição especial na Coleção Hirschsprung em Copenhague.

## Pinturas selecionadas

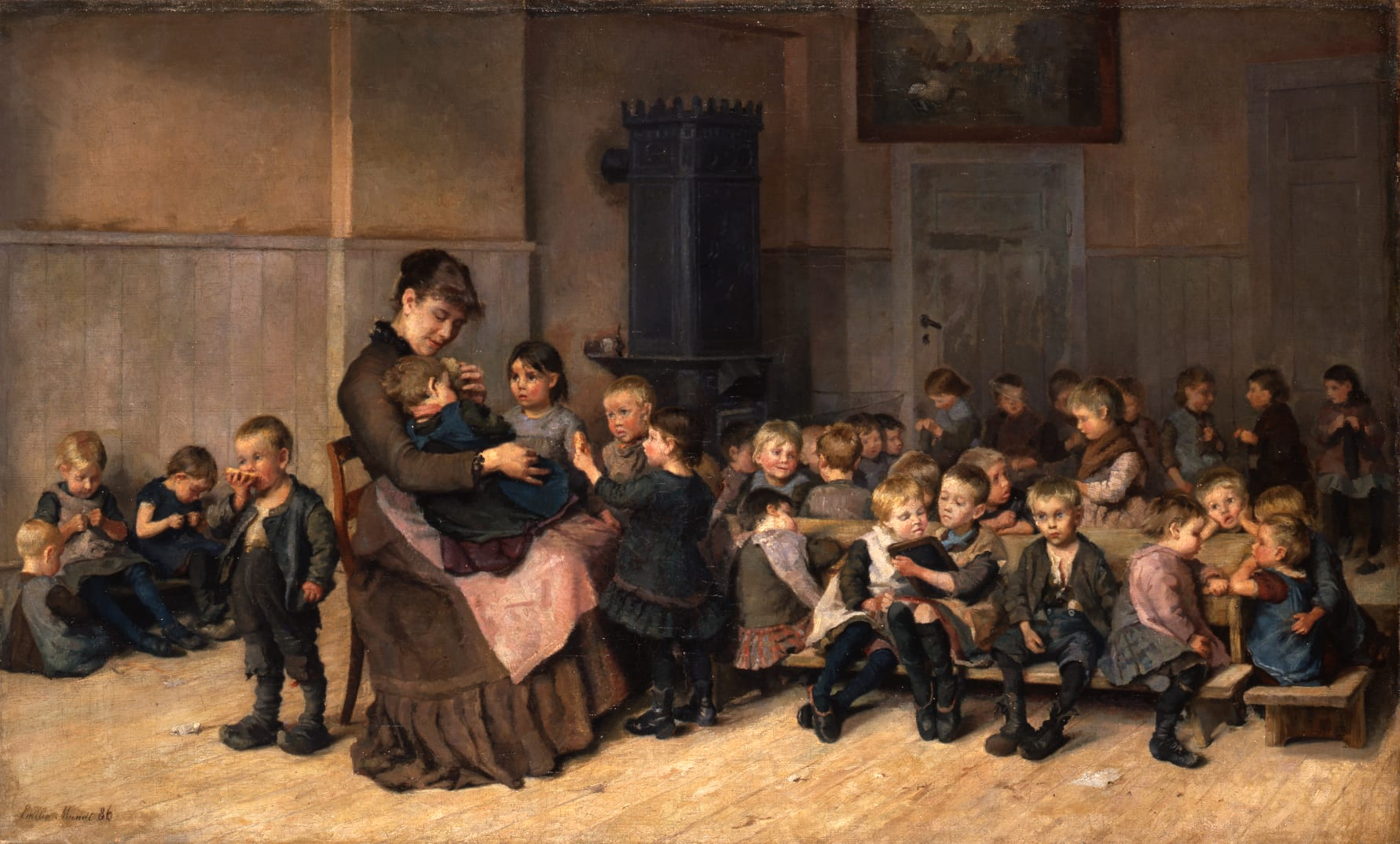
Do orfanato de Istedgade (1886)
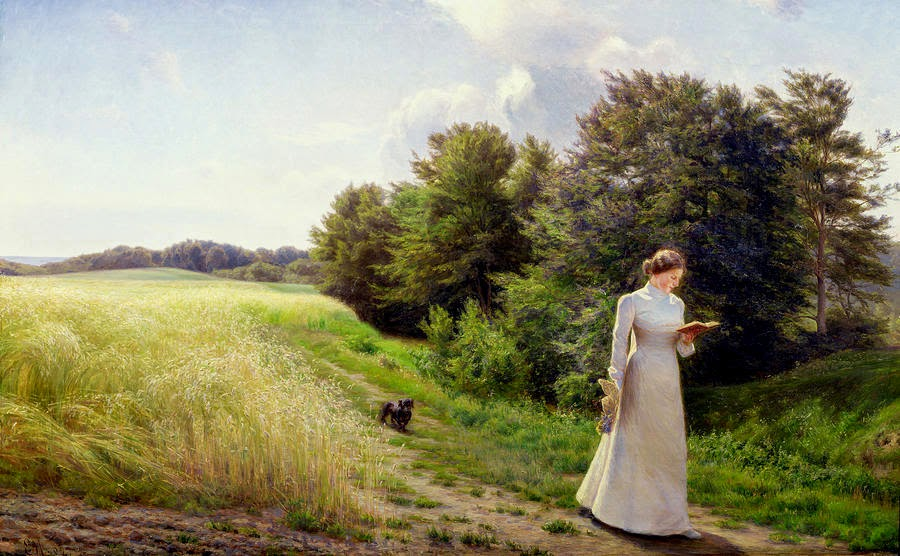
Mulher em branco, lendo
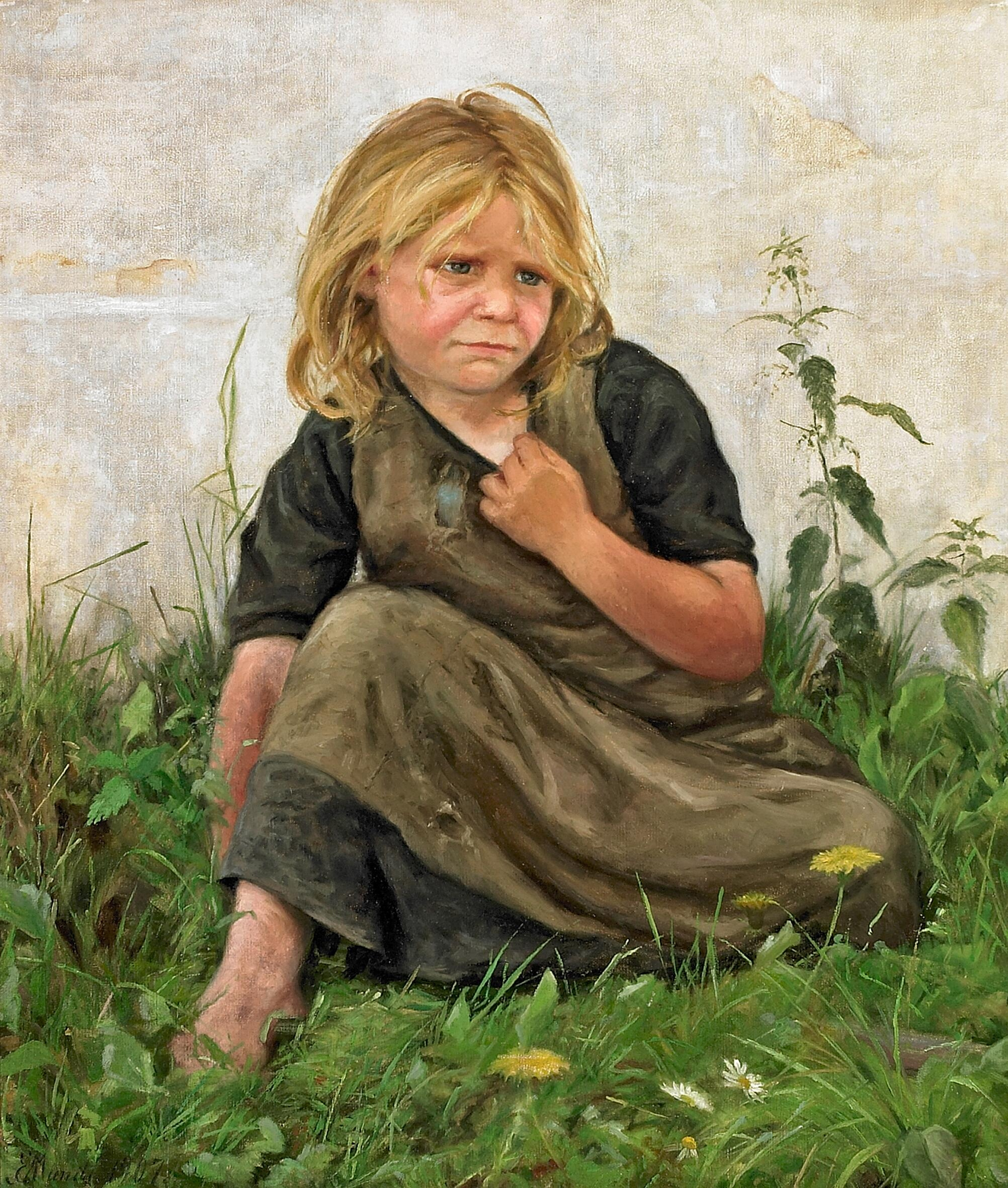
Menina sentada na grama
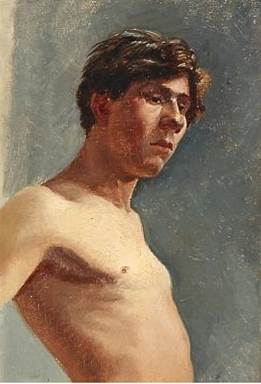
Estudo de um modelo masculino
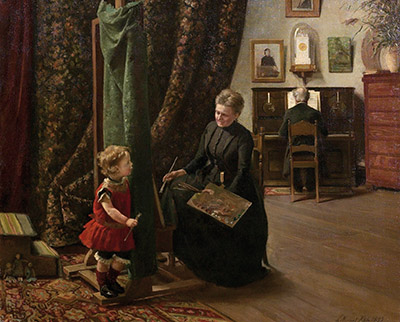
Pintora com criança (1893)
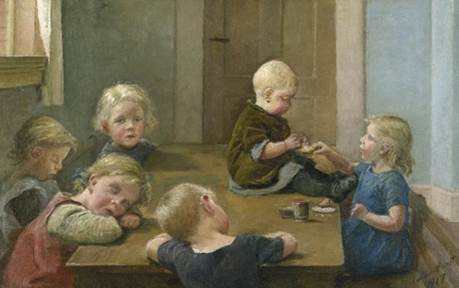
Depois do almoço